# 田原市立伊良湖小学校
田原市立伊良湖小学校（たはらしりつ いらごしょうがっこう）は、愛知県田原市日出町にあった公立小学校である。

## 沿革
- 1878年（明治11年） - 帰命寺に第10中学校区第46番小学校日出学校創立
- 1879年（明治12年） - 渓泉院に第10中学校区第47番小学校伊良湖学校創立
- 1897年（明治30年） - 萩山北方に学校建設し両校が合併して伊良湖尋常小学校となる
- 1906年（明治39年） - 現在地に移転
- 1907年（明治40年） - 伊良湖岬村立伊良湖尋常小学校と改称
- 1918年（大正7年） - 伊良湖尋常高等小学校と改称
- 1941年（昭和16年） - 伊良湖岬村伊良湖国民学校と改称
- 1947年（昭和22年） - 伊良湖岬村立伊良湖小学校と改称
- 1955年（昭和30年） - 渥美町立伊良湖小学校と改称
- 2005年（平成17年） - 田原市立伊良湖小学校と改称
- 2015年（平成26年） - 和地小学校・堀切小学校と統合し、田原市立伊良湖岬小学校[注釈 1]となり、閉校。

## 進学先
- 田原市立伊良湖岬中学校

## 交通アクセス
- 豊鉄バス伊良湖本線「明神前」下車、南西へ400m